# Уманска битка
Уманска битка (јул 1941 − 8. август 1941) је била битка на Источном фронту током Другог светског рата вођена лета 1941, у западној Украјини између немачке Групе армија Југ, под командом генерала Герда фон Рундштета, и совјетских снага у Југозападном правцу, под врховном командом маршала Семјона Буђонија, које су укључивале Совјетски југозападни фронт под командом генерал-пуковника Михаила Кирпоноса и Совјетски јужни фронт под командом генерала армије Ивана Тјулењева.
Током почетних недеља операције Барбароса, Група армија Југ се снажно пробила на исток, освојивши Лавов, Тернопољ и Виницу, и уништивши четири механизована корпуса које је Кирпонос повео у контранапад. Ово је представљало највеће ангажовање тенковских снага пре Курске битке. Совјетски тенкови су били бројчано надмоћнији у односу на немачке, али су совјетске снаге биле лоше координисане. Совјети су покушали да одсеку напредујуће немачке снаге, али су претрпели ударе и са севера и са југа у рејону Дубног. до 29. јуна, немачко напредовање је привремено заустављено, али су совјетске снаге биле исцрпљене, и почеле су да се повлаче.
10. јула, Буђони је дао општу команду трупама које су оперисале на Југозападном правцу, да координишу акције на Југозападном и Јужном фронту. Буђони је под својом командом имао 1,5 милиона војника, концентрисаних у две велике групе, код Умана, и Кијева. Чим је он преузео команду, Група армија Југ је започела три напада дубоко у Украјину. Панцер група 1, генерала Евалда фон Клајста се заклинила између совјетских снага концентрисаних јужно од Кијева, и северно од Умана, освојивши Бердичив 15. јула, и Казатин 16. јула. Седамнаеста армија генерала Карл-Хајнриха фон Штилпнагела је напредовала јужно од Умана, а Једанаеста армија’ генерала Ритера фон Шоберта је напредовала на север од румунске границе.
Ставка и команда Јужног фронта су погрешно претпоставили да су Немци покушавали да стигну до прелаза преко Дњепра између Кијева и Черкасија како би наставили даље према Донбасу, и потценили су опасност од опкољавања 6. и 12. армије. 28. јула је издато наређење Југозападном и Јужном фронту, да блокирају Немце од Дњепра, и да се повлаче само у правцу истока. Због овога је изгубљена прилика да се повлачењем у правцу југоистока избегне опасност од опкољавања.
2. августа је затворен обруч, сусретом 1. Панцер групе и 17. армије. Овај обруч је сутрадан ојачан другим обручем, кад су се среле 16. Панцер дивизија и Мађарски корпус. До 8. августа је совјетски отпор углавном престао, и 20 совјетских дивизија из 6. и 12. армије је било уништено; по неким наводима, око 100.000 војника је заробљено, укључујући командире обе армије, 4 командира корпуса и 11 командира дивизија.
Укупне совјетске губитке током операције је тешко проценити, али би разумна бројка могла бити око 200.000 погинулих и 100.000 заробљених.